# آندری کورنا
آندری کورنا (رومانیایی: Andrei Cornea؛ زادهٔ ۱۰ نوامبر ۱۹۹۹) قایقران روئینگ اهل رومانی است.
وی در مسابقات کشوری و بین‌المللی در مجموع برندهٔ ۲ مدال طلا شده است.